# 大英鐵路博物館
大英鐵路博物館（英語：National Railway Museum，簡稱）是一所位於英國約克郡的博物館。作為英國科學博物館集團的一部分，本館的主要館藏都是以英國鐵路發展和歷史為主，當中包括介紹英國鐵路對於英國近代工業發展和社會的影響。本館亦曾榮獲不少獎項，包括2001年歐洲最佳博物館之獎項。本館收藏了為數不少的在英國本土中非常有名的機車和鐵道客車，例如飛翔的蘇格蘭人和英國國鐵Class 43 (InterCity 125) 的原型車；同時亦有一些外國的鐵路車輛館藏，例如日本新幹線0系電車，同時亦收集了大量的非車輛館藏，例如是文筆記錄和列車及路線之相片等。

## 历史
本館擁有超過一百頭鐵路機車和接近二百輛屬於其餘類型的鐵路車輛，當中很大部份都是於英國建造或營運過的，所以本館的鐵路車輛也是以英系車輛為主。而這些車輛的年齡也各有不同，由在19世紀建造的蒸汽機車，至20世紀中末期的電氣列車，甚至是兩部同為高速鐵路研究下的產物：英國的失敗作APT、和世界上第一種高速鐵路車輛，日本新幹線0系電車。
而在三個共佔地20英畝的大型展覽館之中，則主要存放了過萬件其他與鐵路對社會、歷史、科技、工業等發展相關的不同展品和展覽介紹。值得一提的是，這三個大型展覽館皆曾經是東海岸本線沿線中一座鄰近約克車站的車廠部分。
此外，本館是世界上鐵路博物館之中規模最大型的一所，本館的遊客數同時亦是全英國所有在倫敦以外的博物館之中最多的。
如上行所言，本館的前身是英國國鐵的約克北車廠。而NRM則於1975年成立，並將當時英國國鐵部存於倫敦克拉珀姆（Clapham）的鐵路相關保存品，和位於約克市另一位置的約克鐵路博物館之館藏，皆轉移到這一所新建立的博物館。此舉除了方便管理和展出鐵路展品外，亦可以活化利用原有的車廠空間和線路。自此，本館的館藏亦一直開始增長著。
本館設有一座分館，位於對衡郡的Shildon鎮。該館作為本館的分支，主要的收藏則為較次要但同為國家保存的鐵路車輛和機車複製品。

## 前往及入場
從約克市中心前往本館是非常方便的。如果從約克車站出發，遊客可以選擇沿車站旁行人天橋或道路步行前往。兩者皆只需步行約幾分鐘即可到達。而在約克大教堂則有接駁車來往博物館，班次為每半小時一班。約克泊車轉乘巴士的二號線亦途經本博物館。
遊覽本博物館是無需繳付入場費的，而且實行免費已經有好幾年時間；開放時間則為每日上午10時至下午6時。

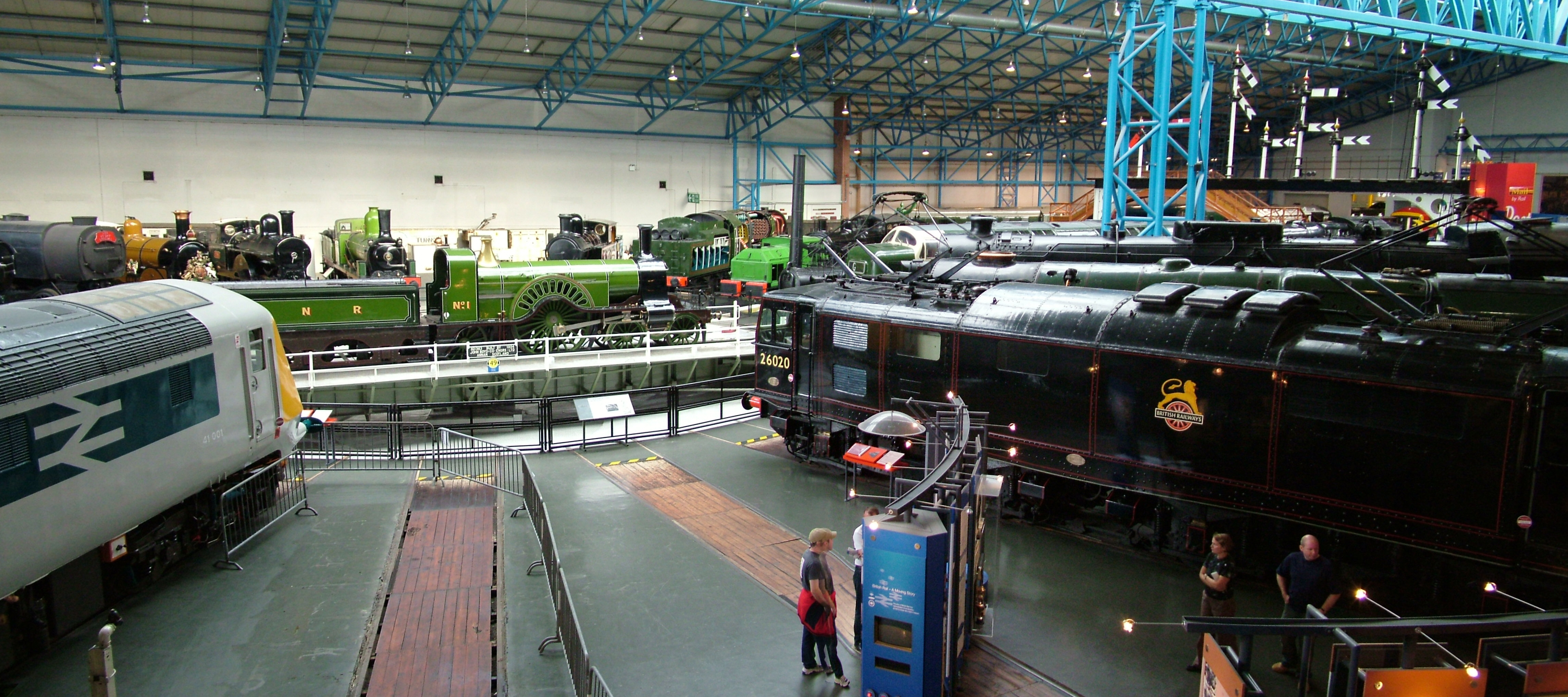
在大展覽廳中的列車群。留意圖中間偏左，停放了一台綠色蒸汽機車（斯特林4-2-2，第一代苏格兰飞人）為列車轉車盤實物

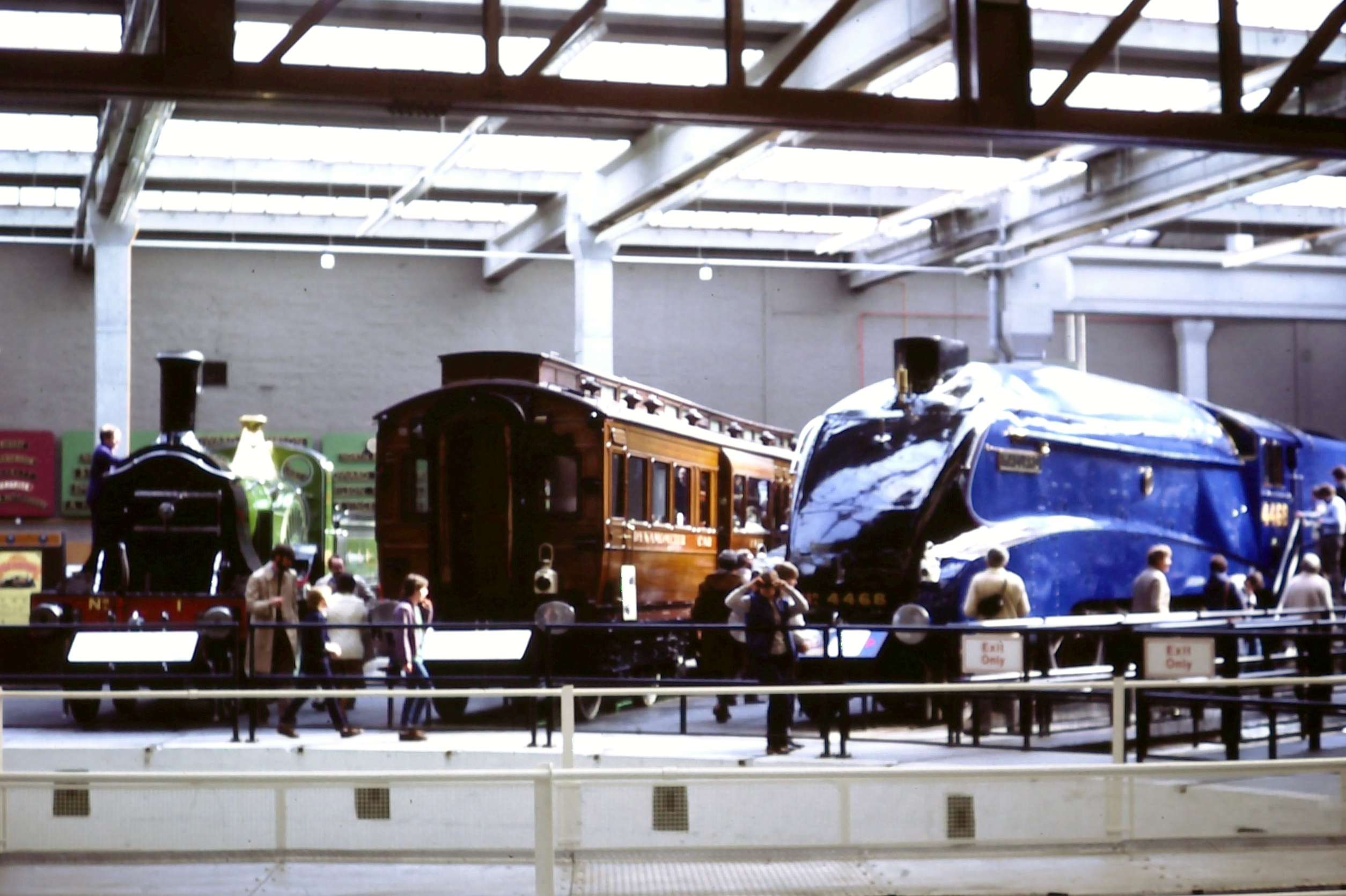
1981年的大厅
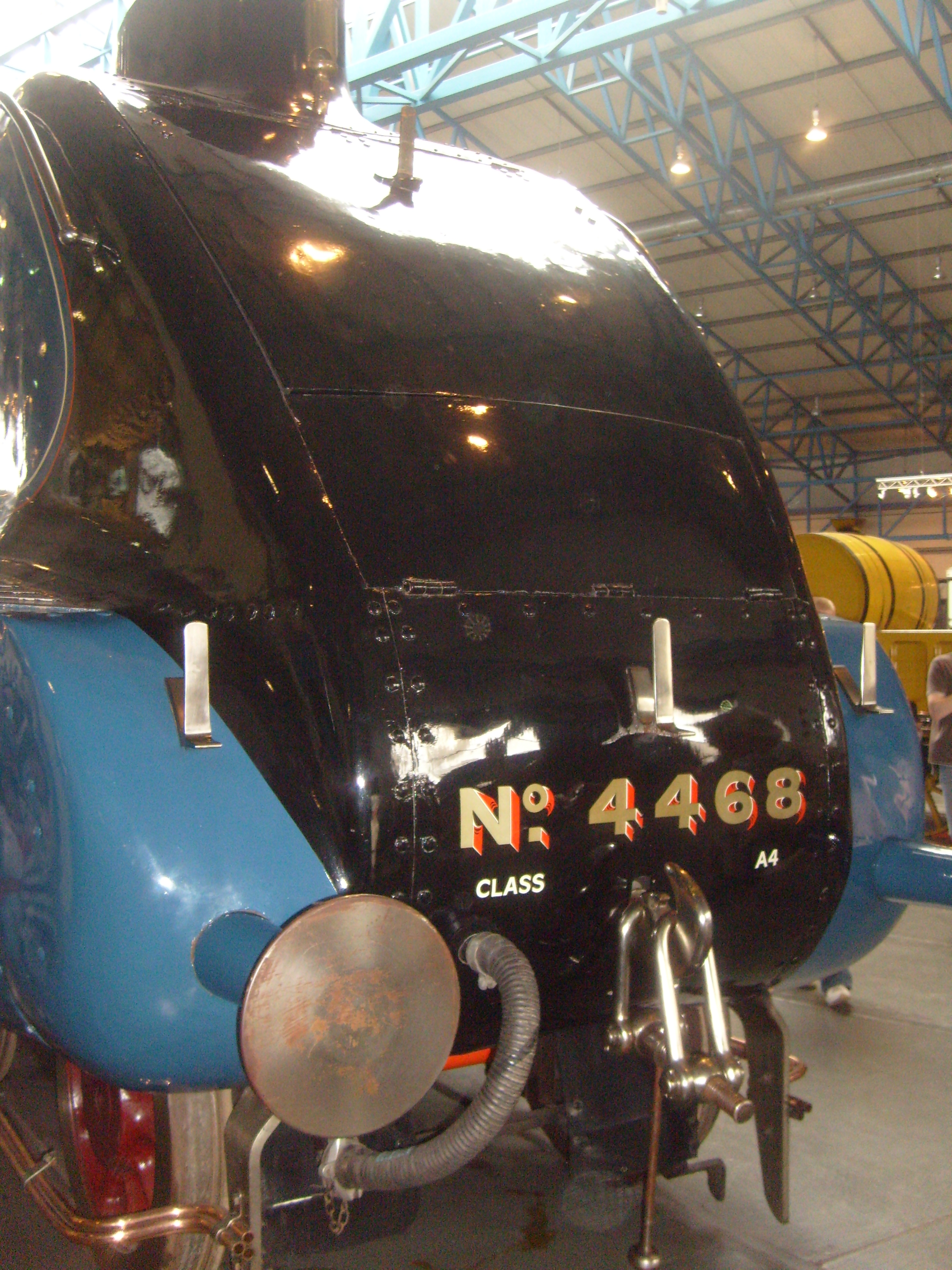
2009年展览的“野鴨號蒸汽機車”
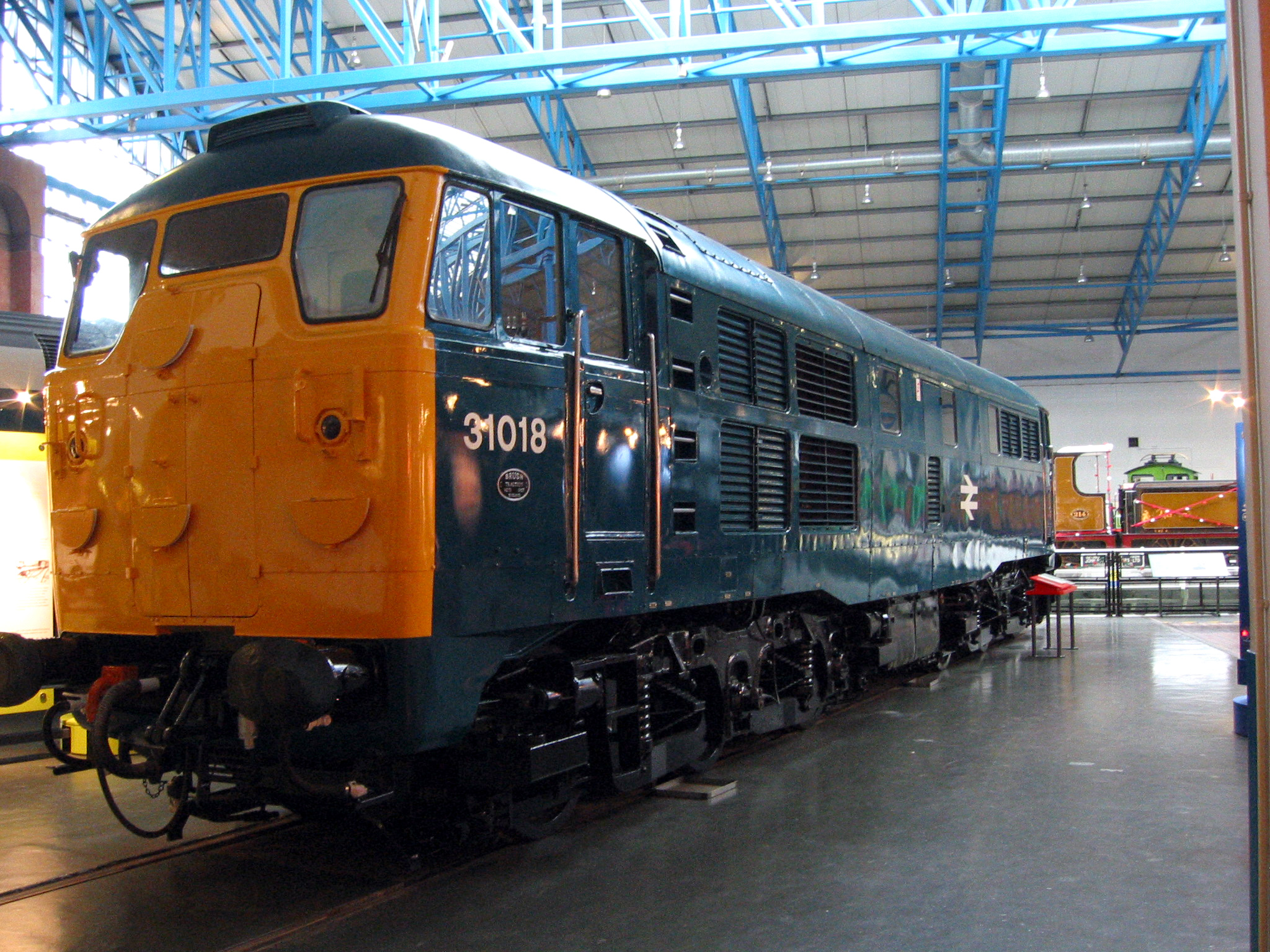
2006年大厅展览的Class 31 编号No. 31018
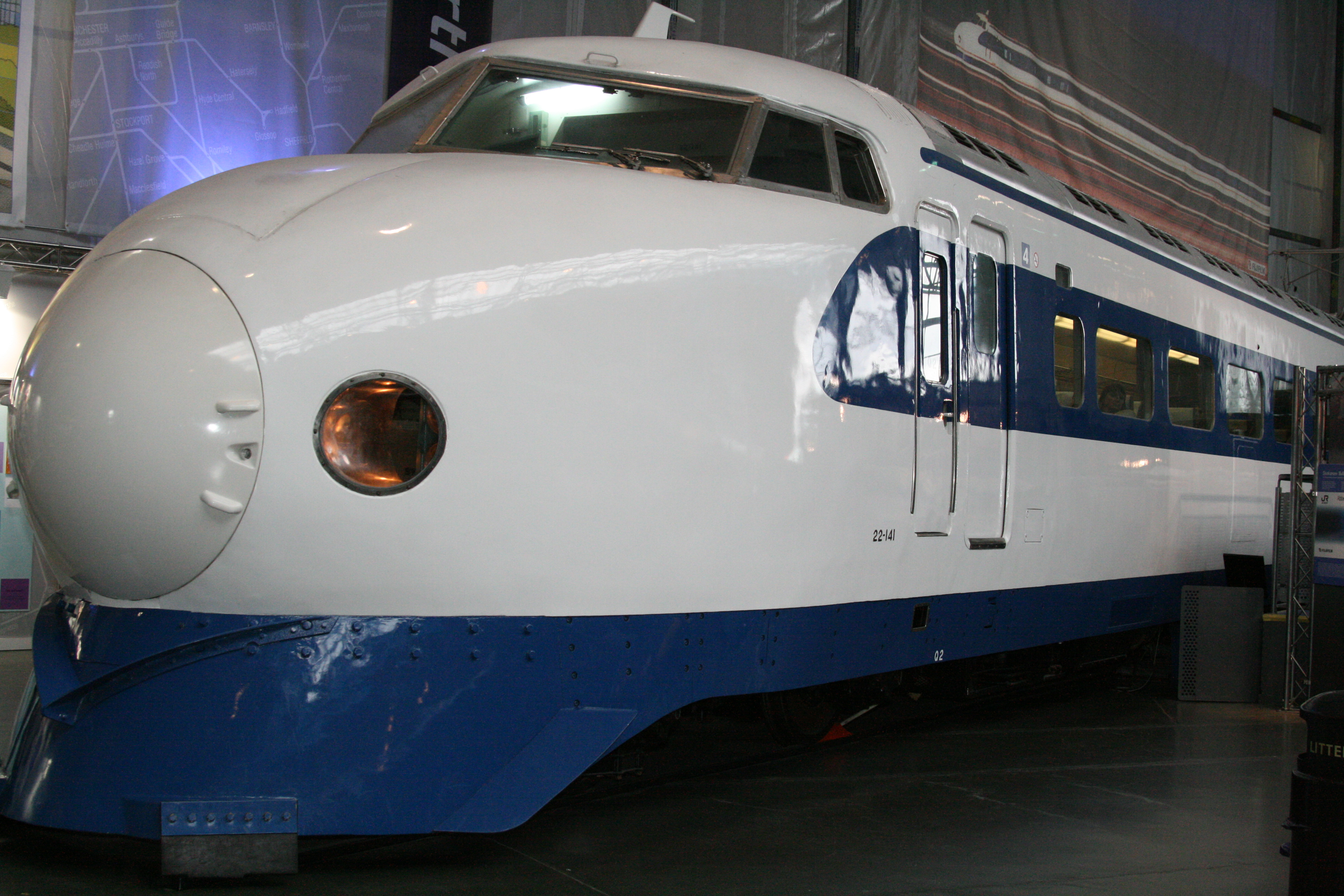
2007年展览的一辆日本的新干线0系电力动车组 编号No.22-141
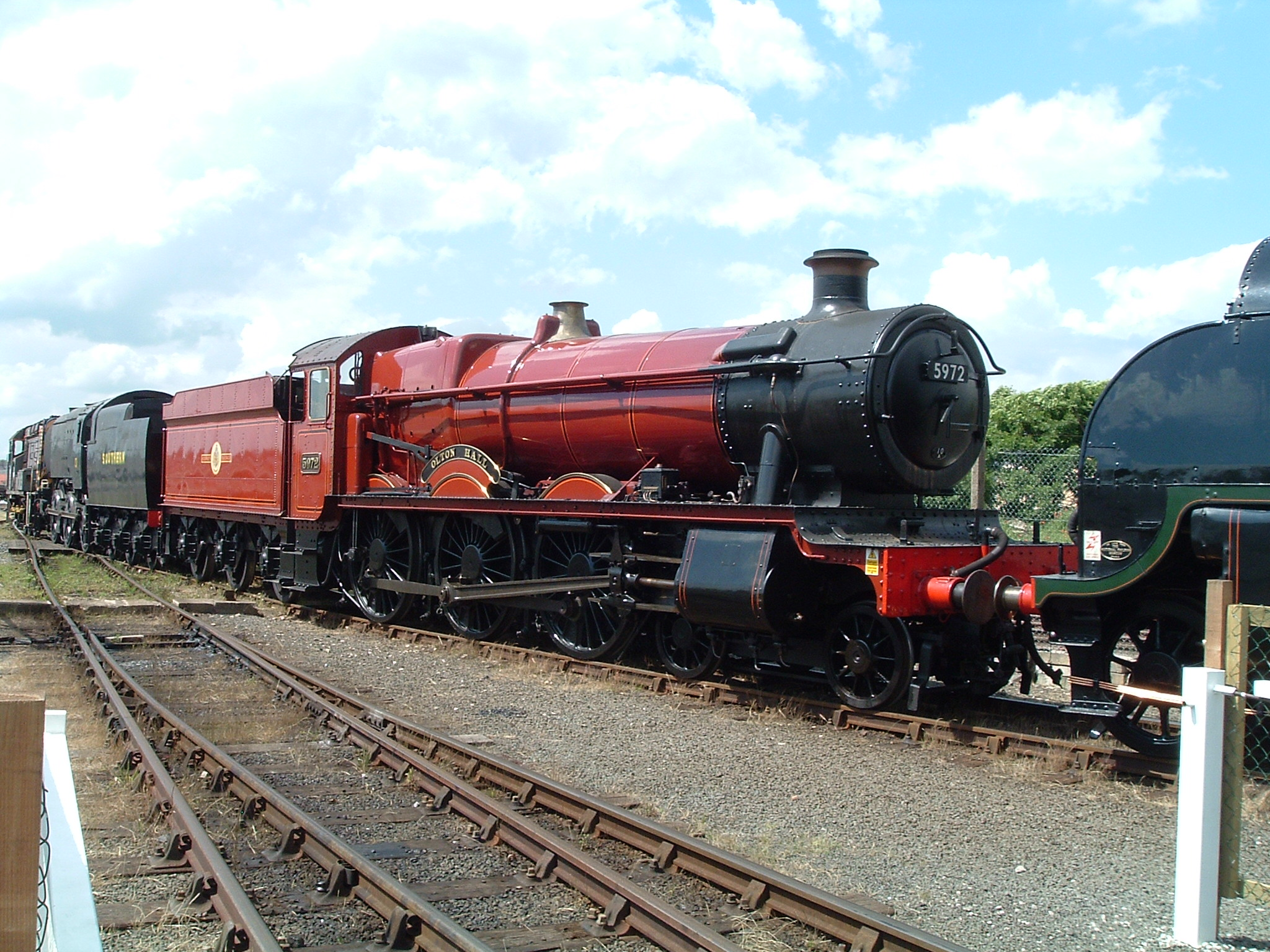
2004年展览的 霍格沃兹特快列车的机车5972 Olton Hall
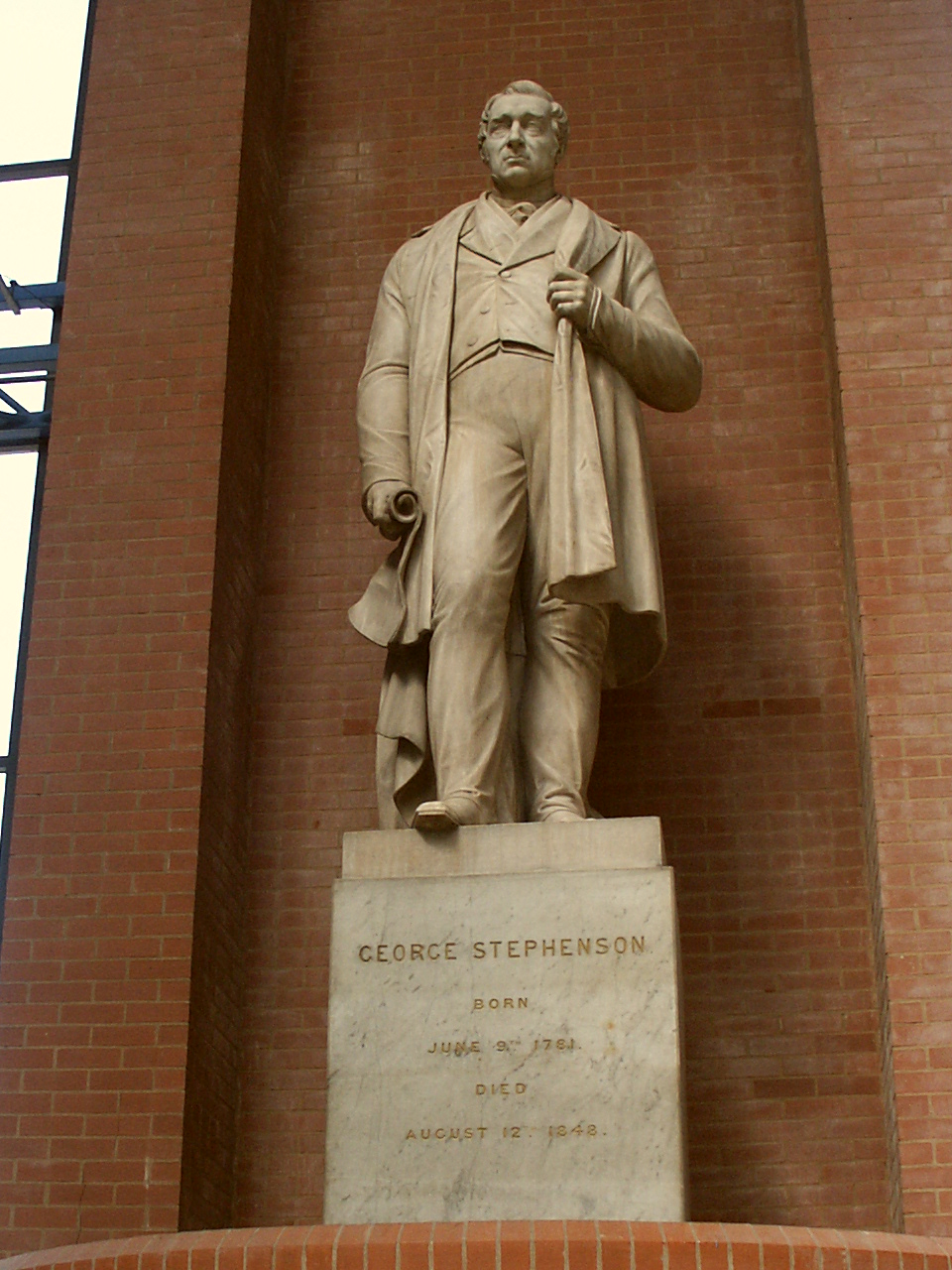
英国铁道之父乔治·史蒂芬生大厅雕像
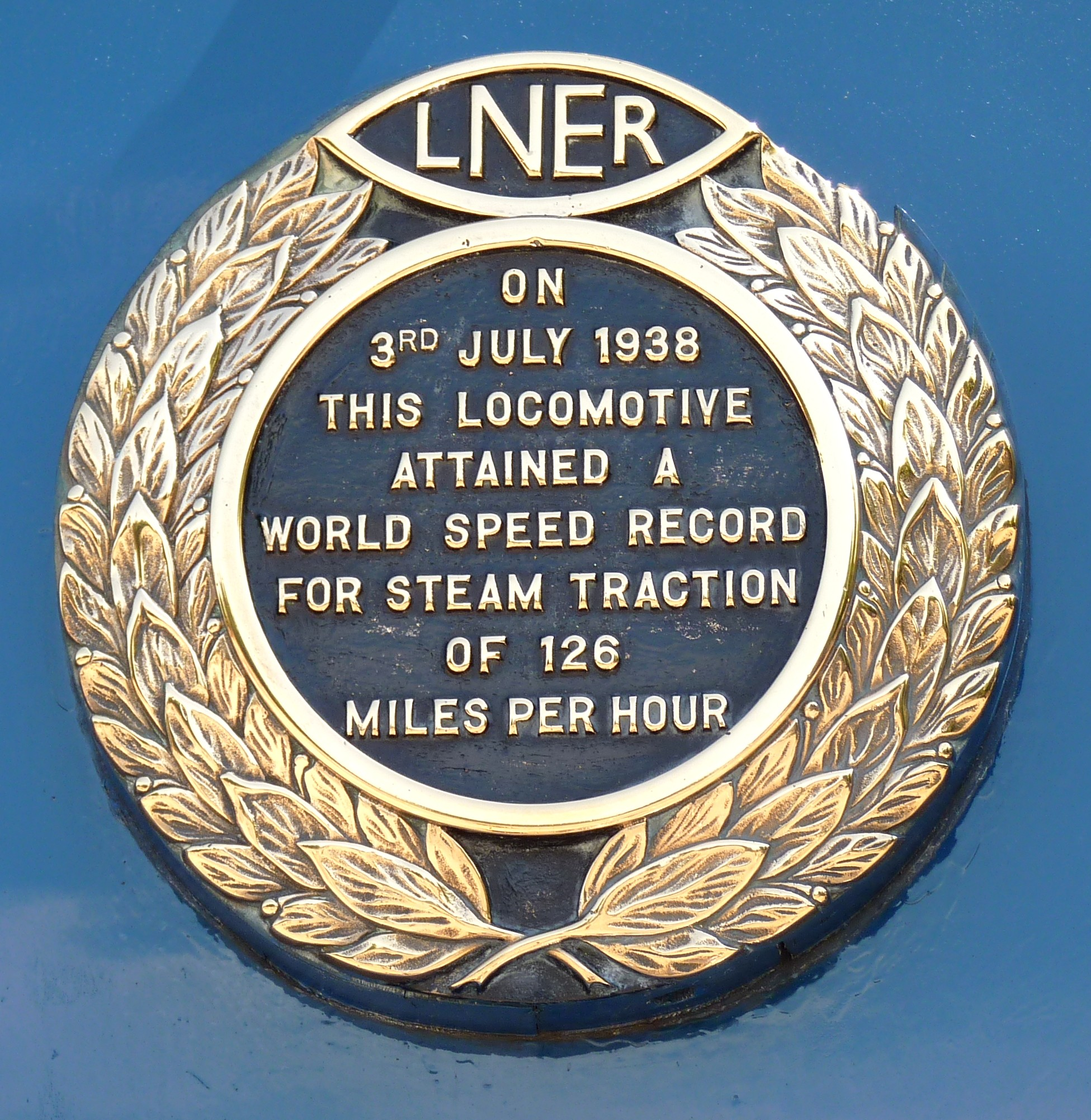
“野鴨號蒸汽機車”車身上的速度纪录牌
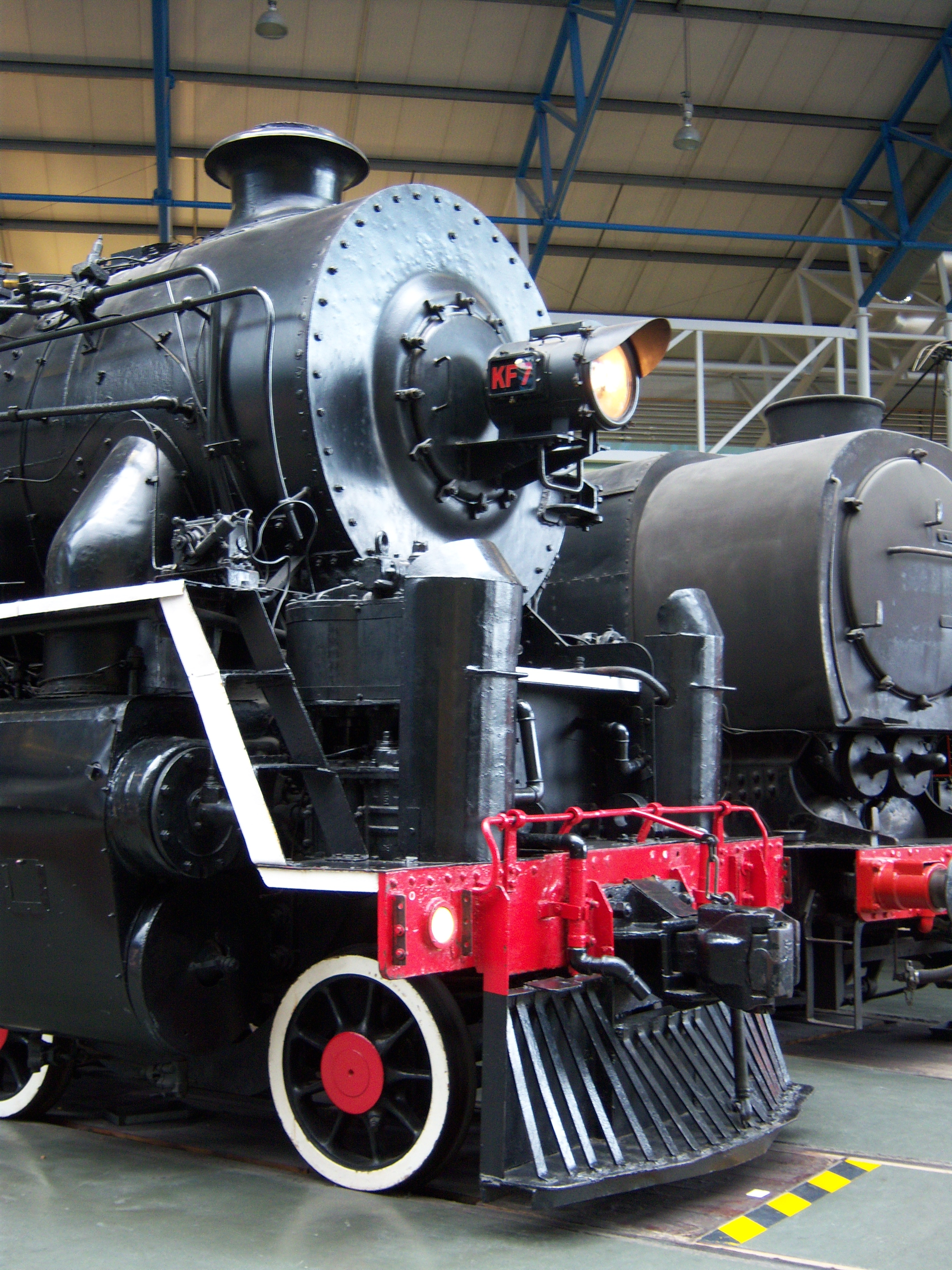
中国KF型蒸汽机车 编号No. 607
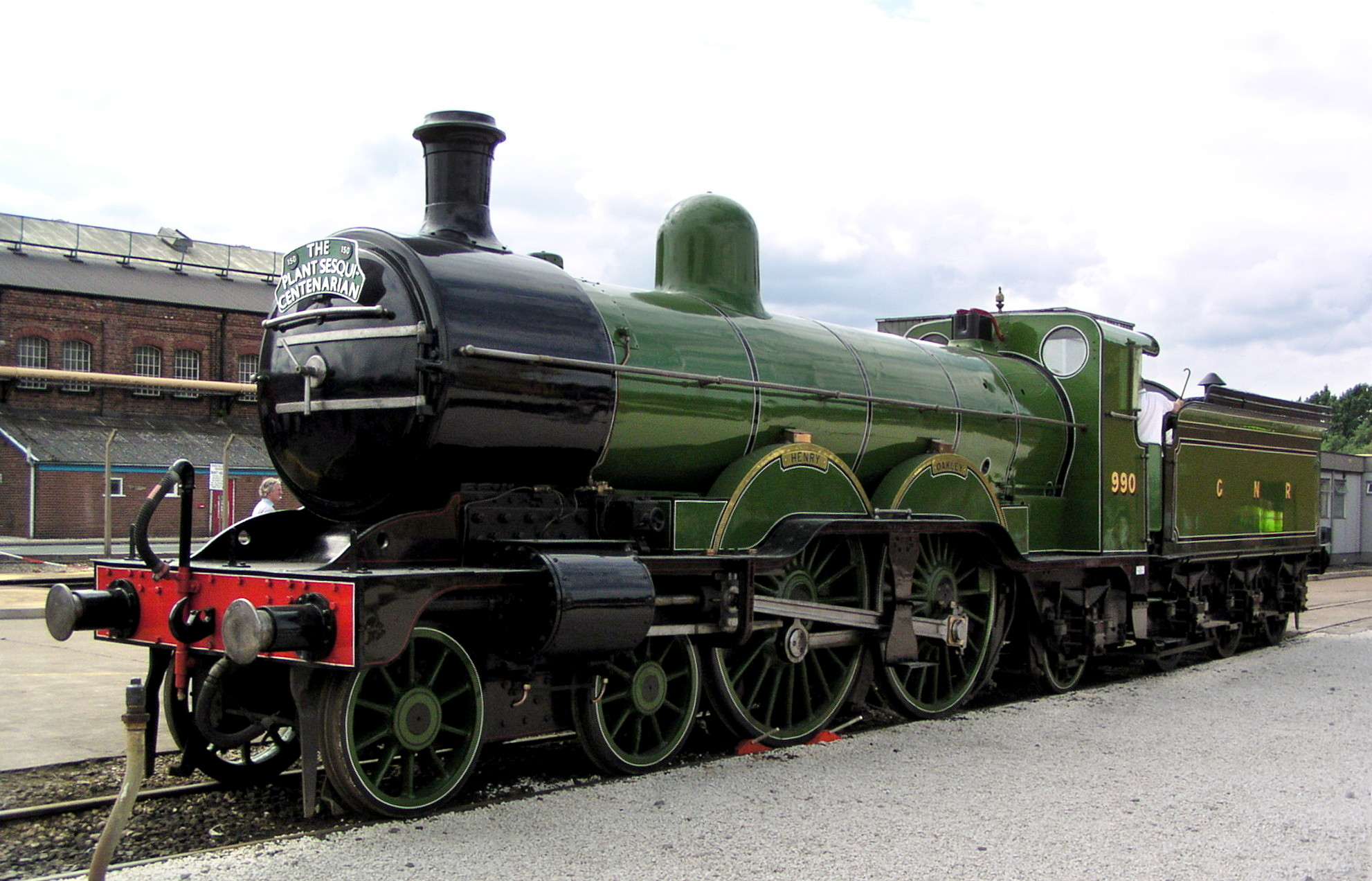
英国第一辆大西洋列车，在其诞生地
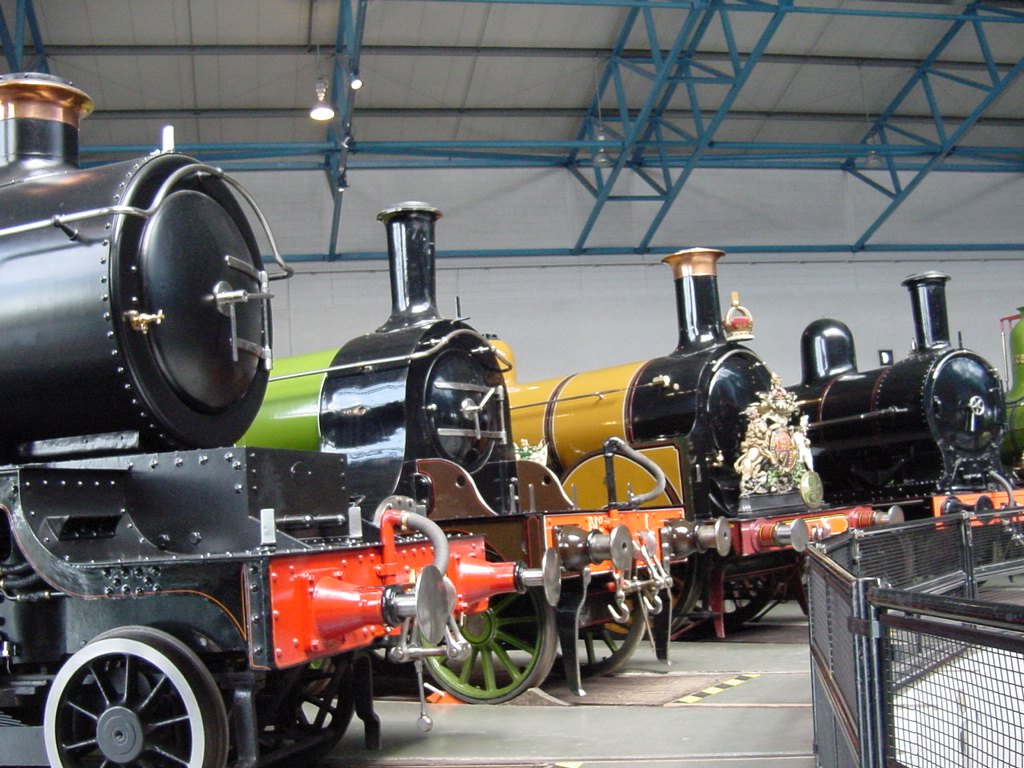
在转台附近布置的机车

## 博物馆馆长
| 馆长                                         | 任期      |
| -------------------------------------------- | --------- |
| Dr John A. Coiley                            | 1974–1992 |
| Andrew Dow                                   | 1992–1994 |
| Andrew J. Scott CBE                          | 1994–2010 |
| Steve Davies MBE                             | 2010–2012 |
| Paul Kirkman, 英国文化，媒体和体育部门公务员 | 2012–     |